# Olibrus festivus
Olibrus festivus là một loài bọ cánh cứng trong họ Phalacridae. Loài này được Lyubarsky miêu tả khoa học năm 2005.